# کوربین آلبرت
کوربین رز آلبرت (زاده ۱۳ اکتبر ۲۰۰۳) یک بازیکن فوتبال آمریکایی است که به عنوان هافبک برای باشگاه پاریسن ژرمن لیگ برتر و تیم ملی ایالات متحده بازی می‌کند.
آلبرت به صورت دانشگاهی برای نوتردام فایتینگ ایرلند بازی کرد، جایی که او در سال ۲۰۲۳ به عنوان دانش‌آموز سال دومی، عضو تیم اول آمریکا بود. بعد از آن آلبرت با پاری سن ژرمن قرارداد امضا کرد.
آلبرت قبل از انجام اولین بازی ملی بزرگسالان در سال ۲۰۲۳ برای تیم ملی زیر ۲۰ سال بازی می‌کرد. همچنین او با تیم ملی در المپیک ۲۰۲۴ پاریس به مدال طلا دست یافت.

## اوایل زندگی
آلبرت در گریسلیک، ایلینوی، حومه شیکاگو متولد شد و در میان استخر بازیکنان فدراسیون فوتبال ایالات متحده آمریکا در حالی که برای باشگاه فوتبال اکلیپس سلکت و تابستان ۲۰۱۹ با باشگاه دابلیوپی‌اس‌ال اف‌سی تورنت میلواکی بازی می‌کرد، به شهرت رسید. در این دوره زمانی، آلبرت در رده‌های سنی مختلف نماینده تیم ملی جوانان ایالات متحده بود و همچنین دو بار (۲۰۱۸–۱۹ و ۲۰۲۰–۲۱) به عنوان بهترین بازیکن فصل لیگ اکلیپس در منطقه خود انتخاب شد.

## دانشگاه
آلبرت یک سال اوایل سال ۲۰۲۱ دوباره طبقه‌بندی شد و به دانشگاه نوتردام پیوست. آلبرت در طی حضورش در دو فصل دانشگاهی، به خاطر عملکرد خود چندین افتخار فردی دریافت کرد. همچنین در فصل ۲۰۲۱،  به عنوان بخشی از بهترین یازده تازه‌واردهای کشور نام گرفت و در عین حال به عنوان تیم سوم کنفرانس سواحل اقیانوس اطلس (ای‌سی‌سی) انتخاب شد.
در دومین و آخرین فصل خود در سال ۲۰۲۲، آلبرت یکی از تیم‌های اول تیم منتخب آمریکا بود. آلبرت همچنین به عنوان هافبک سال ای‌سی‌سی انتخاب شد و فینالیست جایزه هرمان بود که به بهترین بازیکن دانشگاهی کشور داده شد. آلبرت در چهار مسابقه مرحله حذفی مسابقات ان‌سی‌ای‌ای ۲۰۲۲ سه بار گلزنی کرد، اما تیم او توسط رقبای کنفرانس کارولینای شمالی در مرحله یک چهارم نهایی حذف شد.

## عضویت در باشگاه

### پاری سن ژرمن (۲۰۲۳–اکنون)
در ۳۱ ژانویه ۲۰۲۳، آلبرت رسماً دو سال آخر واجد شرایط بودن خود را با نوتردام انصراف داد تا با یک قرارداد اولیه دو و نیم ساله برای پاری سن ژرمن امضا کند. آلبرت اولین گل خود را با باشگاه جدیدش در ۲۰ دسامبر ۲۰۲۳ در یک بازی لیگ قهرمانان اروپا مقابل آ اس رم به ثمر رساند.

## در سطح بین‌الملل
آلبرت بین‌المللی جوانان آمریکایی در سطوح مختلف بوده است. در ژوئن ۲۰۲۲، آلبرت بخشی از تیمی بود که نماینده ایالات متحده در جام بانوان سود بود، جایی که این تیم قهرمان شد. در ۲۵ ژوئیه ۲۰۲۲، آلبرت در تیم ایالات متحده برای جام جهانی زیر ۲۰ سال در کاستاریکا نامگذاری شد. او دو بازی را در این مسابقات آغاز کرد، اگرچه ایالات متحده در مرحله گروهی حذف شد. او در مجموع ۶ بازی برای تیم زیر ۲۰ سال انجام داد.
در نوامبر ۲۰۲۳، آلبرت اولین دعوت خود را به تیم ملی بزرگسالان دریافت کرد، و اولین بازی ملی خود را در برابر چین در یک بازی دوستانه در ۵ دسامبر ۲۰۲۳ انجام داد. او اولین شروع و دومین بازی خود را در ۲۰ فوریه ۲۰۲۴ در برابر جمهوری دومینیکن در یک مسابقه مرحله گروهی جام طلای جام کونکاکاف دابلیو ۲۰۲۴ به دست آورد.
آلبرت در فهرست ۱۸ بازیکن المپیک تابستانی ۲۰۲۴ فرانسه انتخاب شد. او اولین گل بین‌المللی خود را برای شکست ۲–۱ استرالیا در سومین بازی مرحله گروهی المپیک در ۳۱ ژوئیه به ثمر رساند. او در بازی نهایی در برابر برزیل از ابتدا در ترکیب تیمش حاضر بود. تک گل پیروزی بخش ایالات متحده را مالوری سوانسون با پاس گل آلبرت به ثمر رساند. این گل در نهایت منجر به قهرمانی تیم ملی ایالات متحده  در این دوره از مسابقات المپیک شد.

## حواشی مجازی
در مارس ۲۰۲۴، آلبرت یک ویدیو از سرمون را در تیک‌تاک بازپخش کرد که در آن همجنسگرا بودن یا تراجنسیتی بودن را اشتباه توصیف می‌کرد.
تاریخچه‌ی فضای مجازی آلبرت همچنین نشان می‌دهد که او یک میم طنز که در آن مصدومیت مگان رپینو (که در لیگ بانوان آمریکا در سال ۲۰۲۳ رخ داده بود) را پسندیده است.
آلبرت در نهایت پستی با مضمون عذرخواهی در حساب اینستاگرام خود به اشتراک گذاشت.

## آمار حرفه‌ای

### باشگاهی
بروزرسانی تا تاریخ ۲۹ مارس ۲۰۲۴
| باشگاه      | فصل         | لیگ          | لیگ  | لیگ | کاپ ملی | کاپ ملی | قاره‌ای | قاره‌ای | کل   | کل |
| باشگاه      | فصل         | سطح          | بازی | گل  | بازی    | گل      | بازی   | گل     | بازی | گل |
| ----------- | ----------- | ------------ | ---- | --- | ------- | ------- | ------ | ------ | ---- | -- |
| پاری‌سن‌ژرمن  | ۲۰۲۲–۲۳     | لیگ ۱ فرانسه | ۷    | ۰   | ۲       | ۰       | ۱      | ۰      | ۱۰   | ۰  |
| پاری‌سن‌ژرمن  | ۲۰۲۳–۲۴     | لیگ ۱ فرانسه | ۱۵   | ۱   | ۱       | ۰       | ۱۰     | ۲      | ۲۶   | ۳  |
| مجموع دوران | مجموع دوران | مجموع دوران  | ۲۲   | ۱   | ۳       | ۰       | ۱۱     | ۲      | ۳۶   | ۳  |

1. ↑  شامل جام حذفی فرانسه
2. ↑  شامل لیگ قهرمانان زنان اروپا

### بین‌المللی
بروزرسانی تا تاریخ ۱۰ اوت ۲۰۲۴
| تیم ملی      | سال   | بازی | گل‌ها |
| ------------ | ----- | ---- | ---- |
| ایالات متحده | ۲۰۲۳  | ۱    | ۰    |
| ایالات متحده | ۲۰۲۴  | ۱۷   | ۱    |
| Total        | Total | ۱۸   | ۱    |

| شماره | تاریخ         | ورزشگاه                        | تیم مقابل | نتیجه پس از گل | نتیجه بازی | رقابت       | م      |
| ----- | ------------- | ------------------------------ | --------- | -------------- | ---------- | ----------- | ------ |
| ۱     | ۳۱ ژوئیه ۲۰۲۴ | ورزشگاه ولودروم، مارسی, فرانسه | استرالیا  | ۲–۰            | ۲–۱        | المپیک ۲۰۲۴ | [ ۳۰ ] |

## افتخارات
پاریسن ژرمن
- قهرمانی در جام حذفی فرانسه: ۲۴-۲۰۲۳[۳۱]

تیم ملی ایالات متحده
- مدال طلای المپیک : ۲۰۲۴[۳۲]
- جام کونکاکاف دبلیو گولد: ۲۰۲۴[۳۳]
- جام شی‌بیلیوز: ۲۰۲۴[۳۴]

فردی
- هرمان تروفی فینالیست: ۲۰۲۲[۳۵]
- هافبک سال کنفدراسیون اقیانوس آتلانتیک: ۲۰۲۲[۹]
- تیم برتر کل آمریکا: ۲۰۲۲[۸]
- همه‌ی کنفدراسیون اقیانوس آتلانتیک: ۲۰۲۱ (تیم سوم),[۷] ۲۰۲۲ (تیم برتر),[۹]
- بازیکن برتر سال ECNL سال‌های: ۲۰۱۸–۱۹,[۵] ۲۰۲۰–۲۱[۴]